# Sphinx libocedrus
Sphinx libocedrus is een vlinder uit de familie van de pijlstaarten (Sphingidae). De wetenschappelijke naam van de soort werd in 1881 gepubliceerd door William Henry Edwards.